# Tim S. Weiffenbach
Tim S. Weiffenbach (* 31. Dezember 1968 in Frankfurt am Main) ist ein deutscher Illustrator und Hochschullehrer.

## Leben
Nach dem Abitur im Jahr 1988 an der Freien Waldorfschule Frankfurt und Ableistung des Zivildienstes studierte Tim S. Weiffenbach von 1991 bis 1995 an der Hochschule Darmstadt Visuelle Kommunikation. Er machte das Diplom mit dem Schwerpunkt Illustration bei Ute Osterwalder. Heute lebt und arbeitet er in Steinbach (Taunus). Zu seinen Auftraggebern zählen Werbeagenturen, Verlage sowie Direktkunden.
Tim Weiffenbach ist Gründungsmitglied und war von 2004 bis 2014 Vorsitzender der Illustratoren Organisation und ist Initiator der Regionalgruppe Frankfurt. 
Von 2008 bis 2012 war er Dozent im Fachbereich Illustration an der Academy of Visual Arts in Frankfurt am Main. 2009 übernahm er auf Einladung von Werner Holzwarth einen Lehrauftrag für Illustration an der Bauhaus-Universität Weimar. 2023 übernahm Tim Weiffenbach eine Professur für Illustration und Animation im Fachbereich Business, Design und Technologie an der Macromedia-Hochschule in Frankfurt.

## Ehrungen und Auszeichnungen
- 2015 Ehrenmitglied der Illustratoren Organisation e.V., Deutschland.
- 2007 Ehrenmitglied der Society of Illustrators New York, USA.
- 2024 Applied Arts Award, Gold, Kanada.
- 2024 Art Directors Club Shortlist, Deutschland.
- 2024 3x3 Illustration Magazine Merit Award, USA.
- 2023 Lisbon Ad Award, Bronze, Portugal.
- 2023 Art Directors Club Award, Deutschland.
- 2023 Creative Quarterly Gold, USA.
- 2022 Joseph-Binder-Award Gold, Österreich.
- 2021 Creative Quarterly Merit-Award, USA.
- 2021 Creative Quarterly Runner-Up-Award, USA.
- 2014 Joseph-Binder-Award Bronze, Österreich.
- 2014 3x3 Illustration Magazine Merit Award, USA.
- 2004 IO Award Gold, Deutschland.

## Ausstellungen
- 2023 JBA Exhibition: RED CARPET Austria, Linz.
- 2023 JBA Exhibition: Designforum Wien, Wien.
- 2023 JBA Exhibition: WEI SRAUM. Designforum Tirol, Innsbruck.
- 2021 Illustrade 4: Kunstverein zu Rostock e.V., Rostock.
- 2009 Wäscher Hommage: Comicfest München, Forum am Deutschen Museum.
- 2008 Football Heroes see Red!: UEFA Euro IBC Broadcast Centre Vienna, Wien, Österreich; „Orell Füssli“, Luzern, Schweiz; „Rösslitor - Orell Füssli“, Gall, Schweiz; Winterthur Cultural Centre Alte Kaserne, Winterthur, Schweiz.
- 2006 Metamorphose: Pictoplasma Character Walk Galerie Boehm, Berlin.
- 2006 160 Jahre Struwwelpeter: Comicfest München, Forum am Deutschen Museum; Ultra Comix, Nürnberg; Kunsthaus Kaufbeuren.
- 2004–2005 Lust 36 Illustratoren: Gebrüder Bauer Frankfurt; Gallustheater Frankfurt.

## Jurytätigkeit
- 2017 Hiiibrand Illustration Award, China.
- 2015 World Illustration Award, GB.
- 2013 Tschuttiheftli, Schweiz.
- 2013 Rüsselsheimer Illustrationspreis, Deutschland.
- 2012 Joseph-Binder-Award, Österreich.
- 2005 Freistil 2 – Best of commercial Illustration, Deutschland.